# Padež (Czarnogóra)
Padež (cyr. Падеж) – wieś w Czarnogórze, w gminie Kolašin. W 2003 roku liczyła 4 mieszkańców.